# Gaëtan Picon
Gaëtan Picon   (Bordeus, 19 de setembre de 1915 - 13è districte de París, 6 d'agost de 1976) fou un assagista i crític d'art francès. Va ser director de la publicació Mercure de France, sota el ministeri d'André Malraux, director general d'Arts i Lletres.